# Balbina Herrera

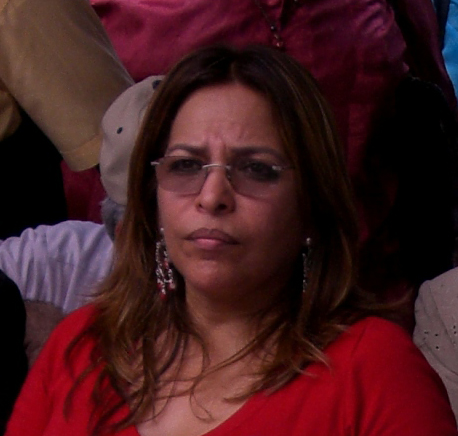
Balbina Herrera

Balbina Del Carmen Herrera Araúz (* 24. November 1954 in Panama-Stadt, Panama) ist eine panamaische Politikerin. Sie war Kandidatin bei den Präsidentschaftswahlen im Mai 2009.

## Herkunft und Ausbildung
Nach ihrer Schulzeit studierte Herrera am National Institute und an der University of Panamá. Sie erreichte einen Bachelor in Agrarwissenschaft. Sie studierte des Weiteren nach ihrem Erststudium Pädagogik. Ihre politische Karriere startete Herrera als Mitglied der Panamanian Student Federation. 1973 wurde sie Mitglied in der Partei Partido Revolucionario Democrático. In den 1980er Jahren arbeitete sie für Manuel Noriega.

## Präsidentschaftskandidatur 2009
Im Mai 2009 war sie Präsidentschaftskandidatin der bisherigen Regierungspartei Partido Revolucionario Democrático (PRD). Sie verlor am 3. Mai 2009 die Präsidentschaftswahlen mit 37 Prozent der Stimmen gegen den Politiker Ricardo Martinelli.